# Пірамідологія

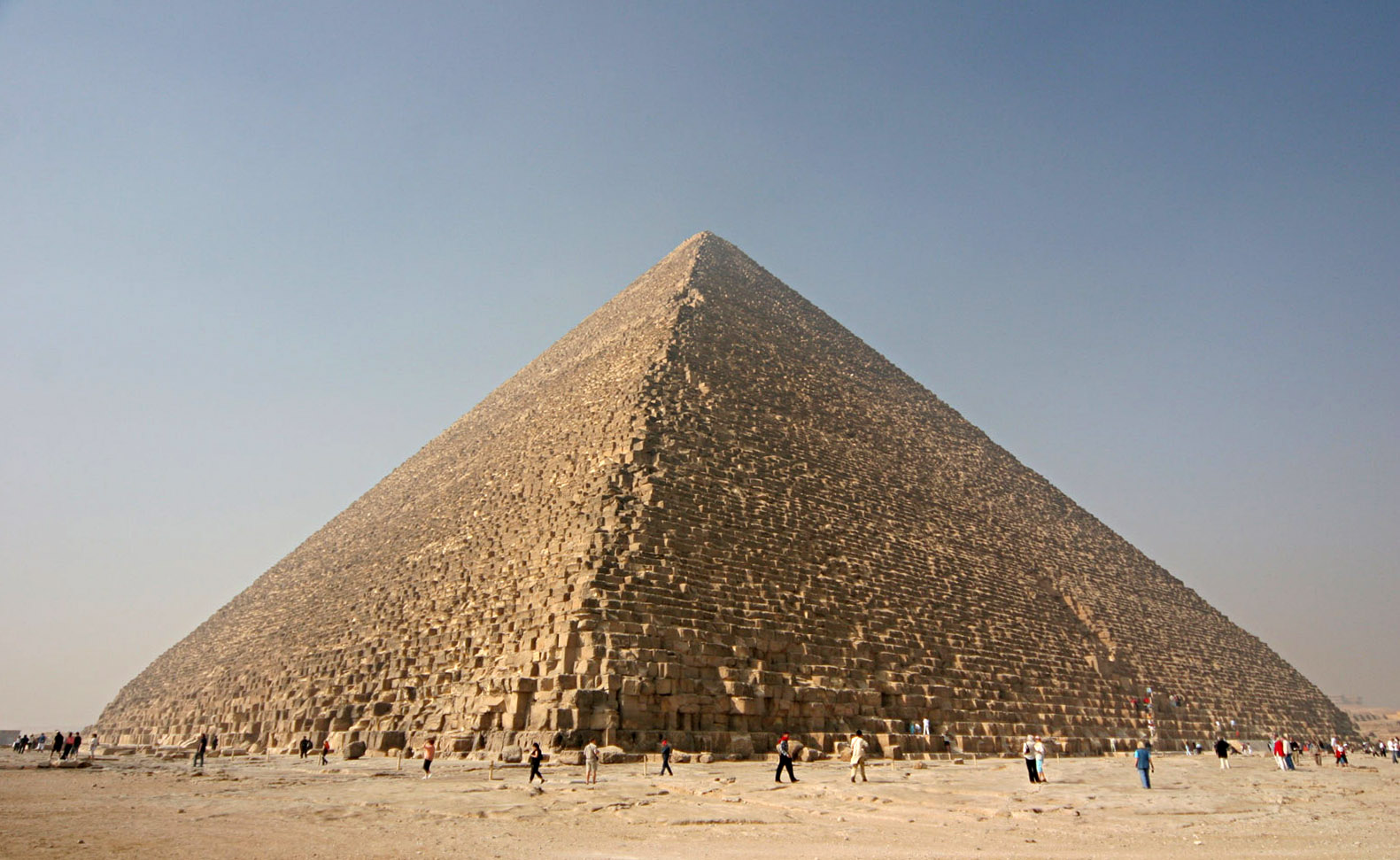
Велика піраміда Гізи

Пірамідологія (або пірамідизм) — це різні релігійні або псевдонаукові спекуляції щодо пірамід, найчастіше — комплексу пірамід у Гізі та Великої піраміди Гізи в Єгипті.
Деякі «пірамідологи» також цікавляться монументальними спорудами доколумбової Америки (такими як Теотіуакан, мезоамериканські цивілізації, зокрема мая, інки південноамериканських Анд) та храмами Південно-Східної Азії.
Деякі пірамідологи стверджують, що у Великій піраміді Гізи закодовані передбачення виходу євреїв з Єгипту, розп'яття Ісуса Христа, початку Першої світової війни, створення сучасного Ізраїлю у 1948 році та майбутніх подій, включно з початком Армагеддону. Це нібито було виявлено завдяки використанню так званих «пірамідальних дюймів» для обчислення плину часу, де один британський дюйм відповідає одному сонячному року.
Пірамідологія досягла свого піку на початку 1980-х років.[джерело?] Інтерес відновився у 1992 та 1993 роках, коли Рудольф Ґантенбрінк запустив дистанційно керованого робота в повітряні шахти Камери Цариці.

## Типи пірамідології
Основні напрямки пірамідології охоплюють один або кілька таких аспектів:
- метрологічний: теорії щодо будівництва Великої піраміди в Гізі на основі гіпотетичних геометричних вимірювань;
- нумерологічний: теорії про те, що розміри Великої піраміди та її проходів мають езотеричне значення, а їхні геометричні параметри містять зашифроване послання. Такий підхід поширений серед християнської пірамідології (наприклад, Британський ізраїлізм та Рух дослідників Біблії);
- "сила піраміди": твердження, що виникли наприкінці 1960-х років, про те, що піраміди як геометричні форми володіють надприродними властивостями;
- псевдоархеологічний: різноманітні теорії, що заперечують, ніби піраміди були побудовані виключно як гробниці для Фараонів; альтернативні версії будівництва пірамід (наприклад, за допомогою втраченої технології або антигравітації); та гіпотези, що їх звели не давні єгиптяни, а інші народи чи істоти (наприклад, євреї, арійці, мешканці Атлантиди або прибульці).

## Історія

### Метрологічна
Метрологічна пірамідологія бере свій початок у XVII столітті. Джон Ґрівз, англійський математик, астроном і антиквар, першим здійснив точні вимірювання Великої піраміди в Гізі за допомогою найкращих на той час математичних інструментів. Його дані були опубліковані в книзі Pyramidographia (1646), де він висунув гіпотезу про використання геометричного ліктя під час будівництва піраміди (див. єгипетський царський лікоть). Хоча вимірювання Ґрівза були об’єктивними, його метрологічні дані пізніше стали підґрунтям для нумерологічних спекуляцій:
|  | Дж. Ґрівз у своїй Pyramidographia (1646) надав об’єктивний опис цих споруд, проте, використовуючи його вимірювання, деякі філософи почали тлумачити їх суб’єктивно: Атанасій Кірхер вважав, що вони мають містичне та приховане значення; Т. Шоу припускав, що Велика піраміда була храмом Осіріса; І. Ньютон створив поняття "священного коду", яке описувало один із двох інструментів, що начебто використовувалися при її спорудженні. |

Абу-ль-Баракат аль-Багдаді
Арабський полімат Абд аль-Латіф аль-Багдаді (1163–1231) уважно вивчав піраміди, і у своїй праці «Опис Єгипту» він вихваляв їх як шедеври інженерного мистецтва. Окрім вимірювань Великої піраміди та інших пірамід у Гізі, аль-Багдаді писав, що ці споруди безсумнівно були гробницями, хоча він вважав, що Велика піраміда могла бути місцем поховання Агатодемона або Гермеса. Аль-Багдаді також розмірковував, чи не була піраміда збудована ще до Всесвітнього потопу, описаного у «Бутті», і навіть коротко розглядав ідею, що вона могла бути доадамовою спорудою.

### Джон Тейлор і золотий перетин
У середині XIX століття Фрідріх Ребер вивчав різні єгипетські піраміди, які він пов’язував із золотим перетином. Це наштовхнуло пірамідолога Джона Тейлора на гіпотезу, яку він виклав у своїй книзі 1859 року «Велика піраміда: Навіщо і ким вона була збудована?», що Велика піраміда Гізи має зв’язок із золотим перетином. Хоча виміри Великої піраміди виявилися близькими до співвідношення золотого перетину в межах допустимої похибки, сучасні дослідники пояснюють ці збіги випадковістю, оскільки немає жодних свідчень про знання золотого перетину у Стародавньому Єгипті до V століття до н. е.
Тейлор також запропонував, що дюйм, використаний для побудови Великої піраміди, становив 1⁄25 «священного ліктя» (існування якого раніше постулював Ісаак Ньютон). Тейлор також був першим, хто стверджував, що піраміда була натхненна Богом, містить одкровення і була збудована не єгиптянами, а євреями, наводячи на підтримку своїх теорій біблійні уривки (Іс. 19:19–20; Йов 38:5–7). З цієї причини Тейлора часто називають «засновником пірамідології». Мартін Гарднер зазначив:
... пірамідологія народилася лише у 1859 році. Саме тоді Джон Тейлор, ексцентричний партнер у лондонському видавництві, видав свою книгу The Great Pyramid: Why was it Built? And Who Built it? ... Тейлор ніколи не відвідував піраміду, але чим більше він вивчав її конструкцію, тим більше переконувався, що її архітектором був не єгиптянин, а ізраїльтянин, що діяв за божественним наказом. Можливо, це був сам Ной.

### Християнська пірамідологія

#### Британський ізраїлізм
Тейлор справив вплив на королівського астронома Шотландії Чарльза Піацці Сміта, F.R.S.E., F.R.A.S., який зробив численні нумерологічні обчислення щодо піраміди та опублікував їх у 664-сторінковій праці Our Inheritance in the Great Pyramid (1864), а згодом у Life, and Work in the Great Pyramid (1867). Ці дві роботи поєднали пірамідологію з британським ізраїлізмом, і Сміт першим пов'язав гіпотетичний пірамідальний дюйм з британською імперською системою одиниць.

Ця діаграма з книги Сміта Our Inheritance in the Great Pyramid (1864) показує деякі з його вимірювань і хронологічних висновків, зроблених на їх основі.

Теорії Сміта були згодом розвинуті британськими ізраїлітами початку XX століття, такими як полковник Гарньє (Great Pyramid: Its Builder & Its Prophecy, 1905), який почав висувати гіпотези, що камери всередині Великої піраміди містять пророчі дати, які стосуються майбутнього британців, кельтів або англосаксів. Проте ця ідея походить від Роберта Мензіса, попереднього кореспондента Сміта. Девід Девідсон разом з Г. Олдерсмітом написали The Great Pyramid, Its Divine Message (1924), де додатково розвинули ідею, що хронологія Британії (включаючи майбутні події) може бути розкрита зсередини Великої піраміди. Ця тема також присутня в трилогії Бейзіла Стюарта на ту ж тему: Witness of the Great Pyramid (1927), The Great Pyramid, Its Construction, Symbolism and Chronology (1931) та History and Significance of the Great Pyramid ... (1935). У більш сучасний період було видано чотиритомну серію під назвою Pyramidology британського ізраїліта Адама Резерфорда (випущена між 1957–1972 роками). Також британський ізраїлітський автор Е. Реймонд Кепт написав Great Pyramid Decoded у 1971 році, а згодом — Study in Pyramidology у 1986.

#### Йозеф А. Сайс
Йозеф Сайс був лютеранським пастором і прихильником пірамідології. У 1877 році він написав книгу Чудо в камені: або Велика піраміда Єгипту. Його праці користувалися популярністю серед тогочасних євангельських християн.

#### Чарлз Тейз Рассел
У 1891 році пірамідологія отримала світове визнання після того, як була включена до праць Чарлза Тейза Рассела, засновника руху дослідників Біблії. Водночас Рассел засудив британсько-ізраїлітський варіант пірамідології в статті під назвою Англо-ізраїльське питання. Приймаючи визначення Йозефа Сайса про те, що Велика піраміда Гізи — це «Біблія в камені», Рассел навчав, що вона відіграє особливу роль у Божому плані в «останні дні», базуючись на Ісаї 19:19–20: «Того дня буде жертовник (купа каміння) для Господа всередині єгипетського краю, і пам'ятник (євр. маццева, тобто монумент) Господеві при його межі. І буде це знаком і свідченням Господеві Саваофу в єгипетському краї». Двоє братів, археологи Джон та Мортон Едґар, які були особистими прибічниками та соратниками Рассела, написали обширні праці про історію, природу та пророчий символізм Великої піраміди в контексті тодішньої археологічної науки, а також інтерпретацію біблійної хронології та пророцтв. Найвідомішими їхніми роботами є двотомне видання Проходи та камери Великої піраміди, опубліковане у 1910 та 1913 роках.
Хоча більшість гілок дослідників Біблії, які виникли з початкового руху, й надалі підтримують вивчення пірамідології з біблійної точки зору, ті, що пов’язані з Товариством Вартової башти і взяли назву ’Свідки Єгови’ у 1931 році, повністю відмовилися від пірамідології з 1928 року.

### Енергія пірамід
Ще один напрямок спекуляцій щодо пірамід стосується можливої наявності невідомої енергії, сконцентрованої в пірамідальних структурах.
Енергія пірамід здобула популярність на початку 1970-х років, зокрема завдяки авторам напрямку Нью-ейдж, таким як Патрік Фленаґан (Pyramid Power: The Millennium Science, 1973), Макс Тот і Ґреґ Нільсен (Pyramid Power, 1974), а також Воррен Сміт (Secret Forces of the Pyramids, 1975). Ці праці зосереджувались на передбачуваних енергетичних властивостях пірамід загалом, а не лише єгипетських. Так, Тот і Нільсен, наприклад, повідомляли про експерименти, у яких «насіння, збережене в копіях пірамід, проростало раніше та виростало вищим».

### Сучасна пірамідологія

#### Алан Ф. Олфорд
Письменник Алан Елфорд тлумачить всю Велику піраміду в контексті давньоєгипетської релігії. Олфорд виходить із золотої аксіоми, що фараон мав бути похований у землі — тобто на рівні ґрунту або нижче — і на цій основі він робить висновок, що Хуфу був похований у майстерно прихованій печері, вхід до якої сьогодні замуровано в так званому Колодязному отворі поруч із відомою печерою, що зветься Гротою. Він також закликав єгипетську владу дослідити цю ділянку піраміди за допомогою георадару.
Теорія культу творіння також стала підґрунтям для наступної ідеї Елфорда: що саркофаг у Царській камері, який зазвичай вважають остаточним місцем спочинку Хеопса, насправді вміщував залізні метеорити. Він стверджує, посилаючись на Тексти пірамід, що це залізо було викинуте в небо в момент творіння — згідно з геоцентричним світоглядом єгиптян. Елфорд вважає, що Царська камера з її двома нахиленими «повітряними шахтами» була побудована для того, щоб захопити магію цього міфічного моменту.
Найбільш спекулятивна ідея Елфорда полягає в тому, що Царська камера генерувала низькочастотний звук за допомогою своїх «повітряних шахт», з метою відтворити звук розколювання землі під час акту творіння.

#### Індія
Різні духовні організації в Індії використовували піраміди як засіб популяризації теорій про їхню енергетичну силу. У науковому журналі Indian Journal of Traditional Knowledge, що видається Радою наукових і промислових досліджень Індії, було опубліковано багато статей з цієї теми.

## Псевдоархеологія
Льюїс Спенс у своїй праці An Encyclopaedia of Occultism (1920) підсумував найдавніші твердження псевдоархеології:
... у 1880-х роках Ігнатіус Доннеллі припустив, що Велику піраміду побудували нащадки атлантів. Цю ідею підхопив у 1920-х роках Менлі Палмер Голл, який далі припустив, що саме вони були осередком давніх єгипетських шкіл мудрості. Едгар Кейсі розвинув спекуляції Голла.
Ігнатіус Доннеллі та пізніші прихильники гіпердифузіоністської концепції історії стверджували, що всі пірамідальні структури у світі мають спільне походження. Доннеллі вважав, що це походження — Атлантида, тоді як Графтон Еліот Сміт вказував на Єгипет, писавши: «Малі групи людей, переважно морем, оселялися в певних місцях і будували грубі імітації єгипетських пам’яток епохи пірамід».

### Давні астронавти
Деякі прихильники теорії давніх астронавтів стверджують, що Велика піраміда Гізи була побудована інопланетянами або під їхнім впливом. Серед прихильників цієї ідеї — Еріх фон Денікен, Робер Шарру, В. Реймонд Дрейк та Захарія Сітчин. За словами Еріка фон Денікена, Велика піраміда має просунуті нумерологічні властивості, які, на його думку, не могли бути відомі давнім єгиптянам і тому повинні були бути передані інопланетянами: "...висотаметри? лікті?[прояснити] піраміди Хеопса, помножена на мільярд ... приблизно відповідає відстані від Землі до Сонця."

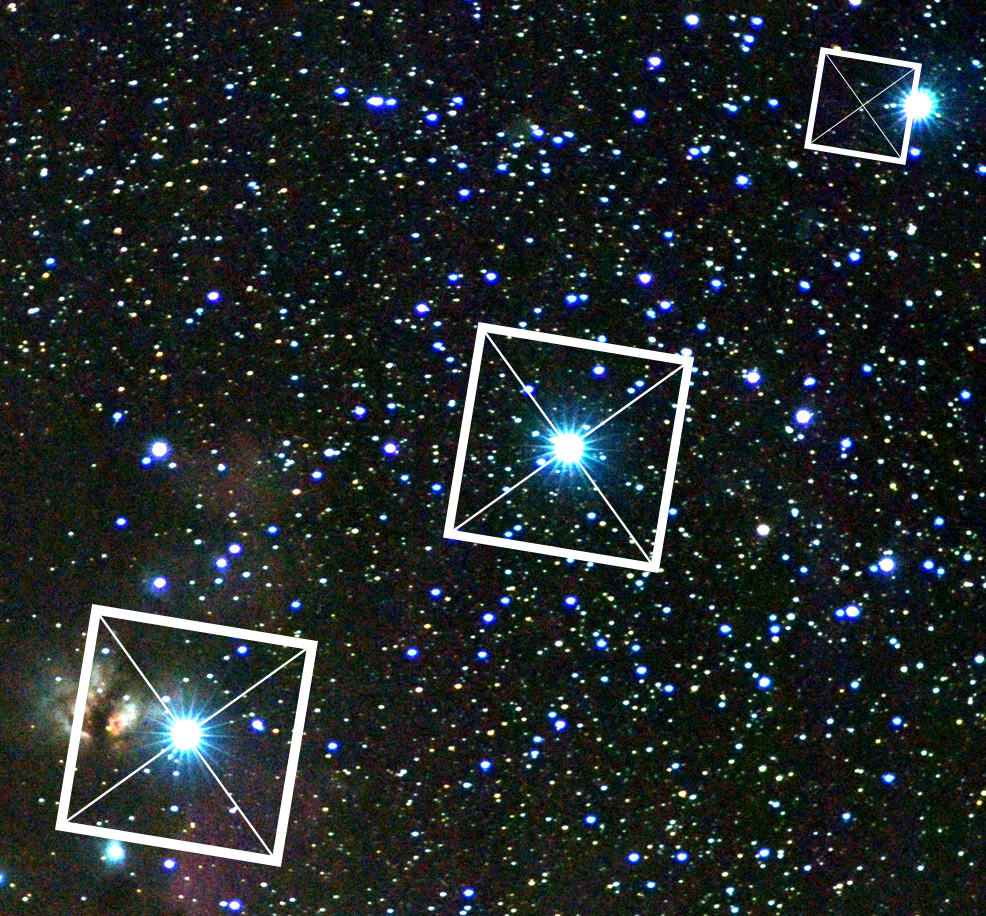
Центральне положення теорії Оріонської кореляції: план пірамід Гізи накладено на сузір’я Оріона

### Теорія кореляції з Оріоном
Роберт Бовел та Грем Генкок (1996) висунули припущення, що «план» розташування трьох основних пірамід Єгипту був фізично сформований близько прибл. 10 500 до н. е., хоча самі піраміди були збудовані близько 2 500 до н. е. Ця теорія базується на початкових твердженнях про вирівнювання пірамід Гізи із сузір'ям Оріона, а згодом її поєднали зі спекуляціями щодо віку Великого Сфінкса.

#### Передові технології
Із псевдоархеологічними теоріями про давніх астронавтів і кореляцію з Оріоном також пов’язані твердження, що Велика піраміда була побудована із використанням втраченої високорозвиненої технології. Прихильники таких теорій часто пов’язують цю гіпотетичну технологію з інопланетянами, але також з атлантами, лемурійцями або легендарною зниклою цивілізацією. Відомі прихильники цієї ідеї — Крістофер Данн та Девід Хатчер Чайлдресс. Грем Генкок у своїй книзі Відбитки богів (1995) пов’язав план розташування трьох головних пірамід Єгипту із гіпотезою про розвинену працивілізацію, яка володіла передовими технологіями.

### Теорія водяного шахтного підйому

Згідно з теорією водяного шахтного підйому, до кам'яного блока прикріплюють поплавці. Відкривається перші ворота, і блок плаває у шахту. Потім перші ворота закривають, відкривають другі, що дозволяє блоку піднятися до вершини шахти. Нарешті, другі ворота закривають і відкривають треті, що дозволяє робітникам витягнути блок із шахти.

Теорія водяного шахтного підйому припускає, що канальні технології могли використовуватися не лише для транспортування блоків до місця будівництва, а й для їх підйому на вершину піраміди. За цією гіпотезою, до блока кріпилися поплавці, і блок сплавляли у нижню частину наповненої водою шахти. Серія шлюзів дозволяла підняти блок по герметичній водяній шахті до вершини піраміди.Шаблон:Більше деталей потрібно

## Критика
У 1880 році відомий єгиптолог Фліндерс Пітрі приїхав до Єгипту для нових вимірювань Великої піраміди і встановив, що піраміда на кілька футів менша, ніж вважали раніше Джон Тейлор і Чарльз Піацці Сміт. Тож Петрі стверджував, що гіпотетичний пірамідний дюйм пірамідологів не має жодних підстав, і опублікував свої результати у "The Pyramids and Temples of Gizeh" (1883), написавши: «немає жодного достовірного прикладу, що пройшов би перевірку, існування чи використання такої міри, як 'пірамідний дюйм', або ліктя довжиною 25,025 британських дюймів.» Прихильники пірамідного дюйма, особливо британські ізраїльтяни, відповіли на відкриття Петрі, стверджуючи, що знайшли в них помилки. Петрі відмовився відповідати на ці критики, порівнюючи прихильників пірамідного дюйма з плоскоземельники:
Безглуздо наводити справжню правду, бо вона не впливає на тих, хто піддається цьому виду ілюзії. Їх можна залишити лише з плоскоземельниками та іншими, для кого теорія дорожча за факт.
У 1930 році бельгійські єгиптологи Жан Капар і Марсель Вербрук заявили, що «за допомогою математиків –  і часто зливаючись із ними –  містики вигадали те, що можна назвати „релігією пірамід“». Шість років по тому Адольф Ерман скаржився, що певні теорії все ще пропонуються, хоч століття досліджень уже давно їх спростували. Р. А. Шваллер де Любікц (1887–1961), який провів понад десяток років, досліджуючи ці споруди, був одним із таких маргіналів.
24 січня 1937 року Гюстав Жек’є висловив критику припущень пірамідології у засобах масової інформації, у газеті Gazette de Lausanne, жаліючись, що «ці спекуляції не заслуговували на той резонанс, який вони отримали» та застерігаючи аудиторію від «пророцтв, обґрунтованих аргументами, замаскованими під науку, тоді як самі основи цих міркувань, хитро замасковані, — не що інше, як неточні відомості або прості гіпотези, а весь аргумент є явно тенденційним».
У 1964 році Барбара Мерц, відображаючи погляди наукової спільноти, повідомила:
Навіть у сучасні часи, коли, здавалося б, люди повинні знати краще, Велика піраміда в Гізі залишалася багатим полем для фантазій. Ті, хто не знають краще, — це пірамідні містики, які вважають, що Велика піраміда є гігантським кам’яним пророцтвом, побудованим групою давніх адептів магії. Єгиптологи іноді зневажливо називають цю групу «пірамідіотами», проте школа продовжує існувати, незважаючи на наукові анафеми.
Торонтоівське товариство психічних досліджень організувало дослідницьку групу у складі Аллана Алтера (B.Sc. Phm) та Дейла Сіммонса (Dip. Engr. Tech), щоб перевірити твердження з літератури про «силу пірамід», що піраміди можуть краще зберігати органічні матеріали. Ретельні тести показали, що контейнери у формі пірамід «не є більш ефективними, ніж контейнери іншої форми, у збереженні та висушуванні органічних матеріалів».
Французький єгиптолог і архітектор Жан-Філіп Лоре провів науковий аналіз кількох тверджень пірамідологів, послідовно відтворивши їхні міркування і повторно виконавши їхні математичні розрахунки. У 1974 році він дійшов висновку, що ці інтуїції, хоч і захопливі та зроблені людьми з добрими намірами, майже не враховують потреб археології, а іноді й будь-якої іншої науки.